# Schierensee
Schierensee là một đô thị thuộc huyện Rendsburg-Eckernförde, trong bang Schleswig-Holstein, nước Đức. Đô thị Schierensee có diện tích 9,18 km², dân số thời điểm 31 tháng 12 năm 2006 là 384 người.